# コーリー・ホワイト
コーリー・ホワイト（Corey White 1990年5月9日- ）はジョージア州ダンウッディ出身のアメリカンフットボール選手。現在NFLのニューオーリンズ・セインツに所属している。ポジションはコーナーバック。

## 経歴
サザン・カンファレンスのサムフォード大学で44試合に出場し、140タックル、7インターセプト、18パスディフェンス、4ファンブルフォース、1キックブロックを記録した。
2012年のNFLドラフト前のスカウトコンバインに招待されて注目された。プロデイでは、40ヤード走で4.4秒、垂直跳びで41 1/2インチを跳んだ。ドラフトでは、5巡でニューオーリンズ・セインツに指名された。同年7月、セインツと4年契約を結んだ。
2012年は、膝を故障、12月18日に故障者リスト入りした。この年、主にニッケルバックとして起用された彼は31タックル、1インターセプト、3パスディフェンスを記録した。
2013年、第11週のサンフランシスコ・フォーティナイナーズ戦ではコリン・キャパニックのボールをインターセプトして、エンドゾーンを目指したが、ボールコントロールを失い、タッチダウンはあげられずにタッチバックとなった。第12週のアトランタ・ファルコンズ戦ではジャバリ・グリーアの代わりに先発したが、前半、新人WRダリウス・ジョンソンの活躍を許した。この試合の第4Q、ケユンタ・ドーソンがジョンソンから奪ったボールを自陣13ヤード地点でリカバーした。